# 다나카 레나
다나카 레나(田中 麗奈, 1980년 5월 22일 ~)는 일본의 배우이다. 후쿠오카현 구루메시 출신이며, 소속사는 텐 캐럿이다.

## 출연

### 영화
- 1998년 《힘내서 갑시다》
- 1999년 《반항하지마》
- 2003년 《오늘의 사건 사고》
- 2004년 《드럭스토어 걸》
- 2005년 《용의자 무로이 신지》
- 2008년 《개와 나의 10가지 약속》 - 사이토 아카리 역
- 2012년 《기린의 날개》
- 2017년 《친애하는 우리 아이》 - 나나에 역
- 2018년 《기도의 막이 내릴 때》 - 카나모리 토키코 역

### 드라마
- 1999년 《오버타임》
- 2008년 《엽기적인 그녀》
- 2011년 《붉은 손가락》
- 2012년 《타이라노 키요모리》 - 유라고젠 역
- 2015년 《꽃 타오르다》 - 모리 야스코 역
- 2017년 《한낮의 악마》